# Provinca Santiago Rodríguez
Santiago Rodríguez (španska izgovarjava: [sanˈtjaɣo ɾoˈðɾiɣeθ]) je provinca Dominikanske republike. Do leta 1948 je bila del skupne province z današnjo provinco Monte Cristi.

## Izvor imena
Santiago Rodríguez je bil častnik v dominikanski vojski med Vojno za neodvisnost Dominikanske republike (1844). Sodeloval je pri ustanovitvi današnjega glavnega mesta province in med Obnovitveno vojno (1863-1865) bil pomembna vojaška osebnost. 

## Nahajališče
Provinca meji na severu meji na provinci Monte Cristi in Valverde, provinco Santiago na vzhodu, provinci San Juan in Elías Piña na jugu in provinco Dajabón na zahodu.

## Občine in občinski okraji
Provinca je bila 20. junija 2006 razdeljena na naslednje občine in občinske okraje (D.M.-je):
- San Ignacio de Sabaneta, glavno mesto province
- Monción
- Villa Los Almácigos

Spodnja tabela prikazuje števila prebivalstev občin in občinskih okrajev iz popisa prebivalstva leta 2012. Mestno prebivalstvo vključuje prebivalce sedežev občin/občinskih okrajev, podeželsko prebivalstvo pa prebivalce okrožij (Secciones) in sosesk (Parajes) zunaj okrožij.
| Občina                      | Skupno | Mestno prebivalstvo | Podeželsko prebivalstvo |
| --------------------------- | ------ | ------------------- | ----------------------- |
| Monción                     | 29.875 | 9.856               | 20.019                  |
| San Ignacio de Sabaneta     | 52.056 | 36.889              | 15.167                  |
| Villa de los Almácigos      | 16.613 | 9.655               | 6.958                   |
| Provinca Santiago Rodríguez | 98.544 | 56.400              | 42.144                  |

Za celoten seznam občin in občinskih okrajev države, glej Seznam občin Dominikanske republike.  

## Geografija
Cordillera Central ("Osrednja gorska veriga") se nahaja na jugu province, na severu pa se vzpenja hribovje Sierra Samba.

### Podnebje
Provinca ima pretežno tropsko podnebje. Večino leta je tu precej vroče, le v gorskem delu se nekoliko ohladi. 

### Reke
Večji reki tega območja sta Guayubín in Mao, pritoka reke Yaque del Norte.

## Gospodarstvo
Najpomembnejša gospodarska dejavnost je kmetijstvo.